# Конья (аэропорт)
Аэропорт Конья (тур. Konya Havalimanı) (ИАТА: KYA, ИКАО: LTAN) — военная авиабаза НАТО и турецких ВВС, а также гражданский аэропорт. Расположен в 18 км от одноимённого города Конья, Турция.

## История
В 1979 году на собрании членов Агентства управления программами НАТО (NAPMA) было принято решение о создании в Турции передовой оперативной базы (FOB). Соглашение между правительством Турции и NAPMA было заключено. По его итогу 24 октября 1983 года близ города Конья была организована авиабаза. 
Авиабаза использовалась во время войн, организованных НАТО и её членами, например, во время войны в Персидском заливе и войны в Афганистане. Кроме того, она применялась в ходе масштабных учений альянса — «Анатолийский орел», «Восточное Средиземноморье», «Воздушная встреча НАТО», «Союзный ответ», «Встреча тигров» и т. д.
Для гражданского применения открыт в 2000 году.

## Гражданское применение
Аэропорт Конья включает две взлётно-посадочные полосы с твёрдым покрытием, однако, без системы посадки по приборам. Также здесь есть парковка на восемь самолётов. Пассажирский терминал обладает пропускной способностью 2 млн человек в год. Перрон имеет размеры 150×120 метров и может принять два коммерческих самолета. 
Площадь территории аэропорта составляет 141 тыс м².

## Военная база
Аэропорт Конья является базой для 3-го авиакрыла 1-го командования ВВС Турции. Здесь осуществляется предполётная и лётная подготовка, а также последующее обслуживание авиапарка военного альянса. Оперативное подразделение авиабазы обеспечивает диспетчеризацию полетов и контролирует обновление информации для экипажей и своевременные отчёты, требуемые Главной оперативной базой НАТО.
В Конье базируются: учебный центр «Анатолийский орёл», эскадрилья высшего пилотажа «Звезды Турции», истребители F-16, F-4 и F-5, поисково-спасательные вертолеты Cougar.